# Історична хронологія Харківської губернії
«Історична хронологія Харківської губернії»  (рос. дореф. Историческая хронологія Харьковской губерніи) — книга К.П. Щелкова видана у 1882 році, є одною з найперших робот з історії Харківщини і Слобожанщини. У книзі у вигляді хронології надані зжаті дані про основні події на території тогочасної Харківської губернії з 1125 до 1880 року. 
В Хронології є можливість знайти інформацію про заснування багатьох населених пунктів Слобожанщини, від міст, до невеликих сел. Висвітлюються основні події козацького періоду. Зручний іменний алфавітний покажчик надає можливість знайти в яких роках згадується необхідний населений пункт, чи особу.

## Джерельна база
Більшість подій описаних у книзі мають посилання на джерело яке використовував автор.
- Гумілевський Д. Г. (Філарет) Історико-статистичний опис Харківської єпархії
- Накази Синоду;
- Харківський календар
- Духовний вісник
- Старожил
- Записки Гулака-Артемовського
- Фойгт
- Харківські єпархіальні відомості